# Ferocactus robustus
Ferocactus robustus es una especie de la familia de las cactáceas. Es originaria de México.

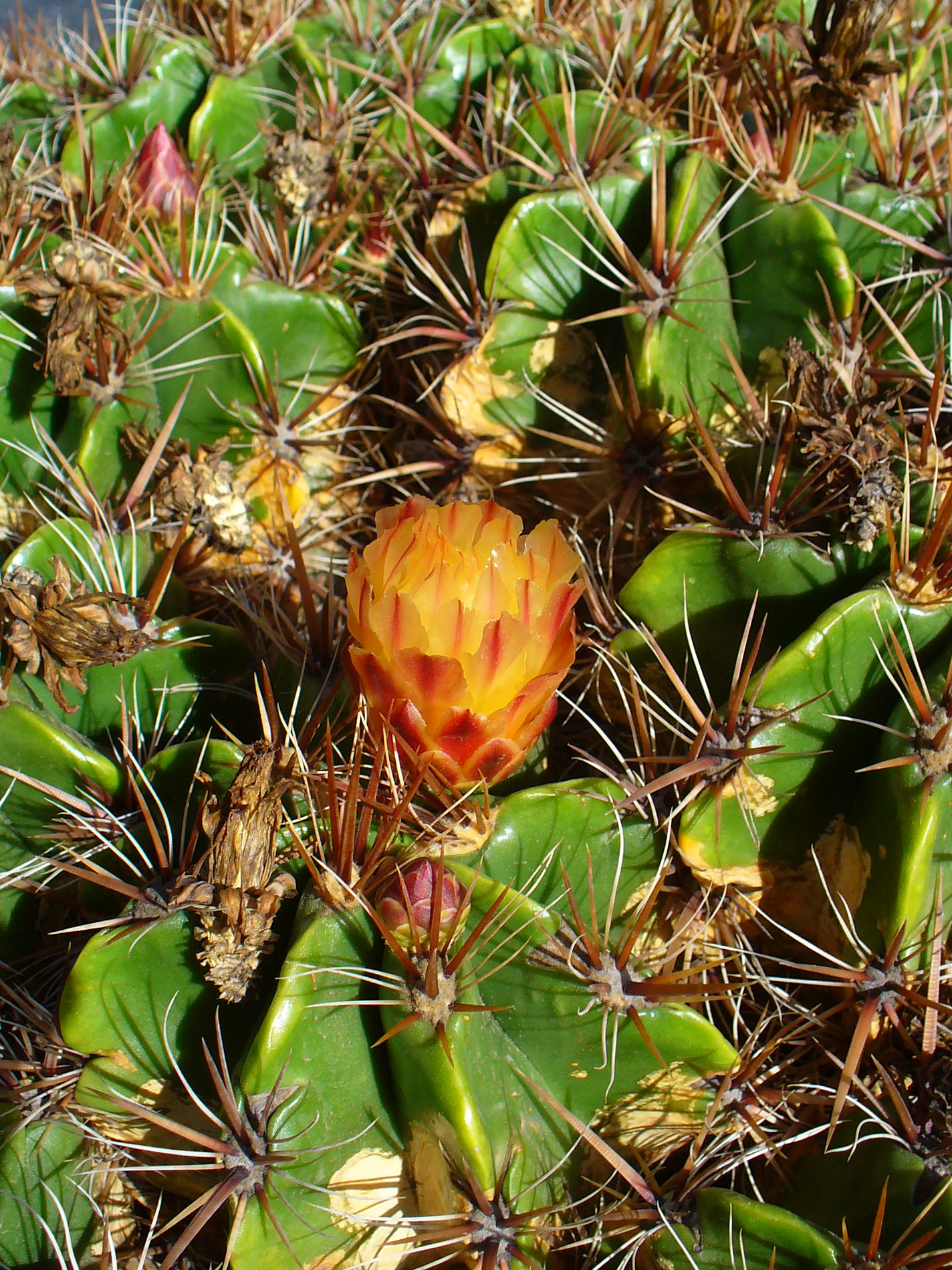
En flor

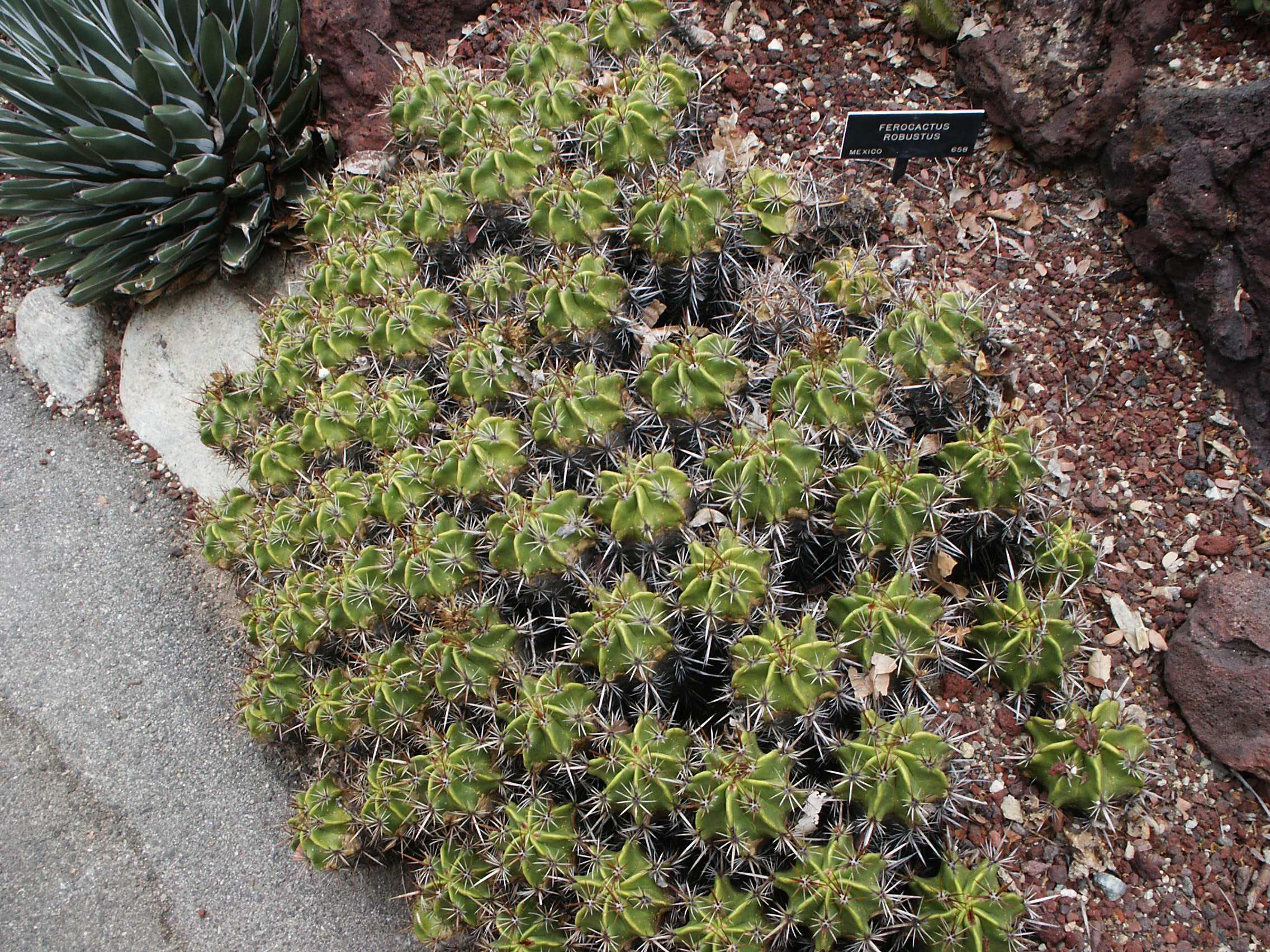
Grupo de plantas

## Descripción
Se trata de una planta  que crece con muchos tallos y forma grandes colonias, alcanza hasta 1 metro de altura y un diámetro de hasta 5 metros. El tallo es esférico en forma de bastón, con profundos brotes verdes que tienen un diámetro de 8 a 16 centímetros. Tiene ocho afiladas costillas con las areolas muy separadas. Tiene de cuatro a siete espinas centrales que son fuertes y largas de hasta 6 cm y de 10 a 14 espinas radiales. Las flores con forma de embudo, amarillas y de una longitud de 3 a 4 centímetros con un diámetro parecido. Los frutos tienen de 2 a 3 centímetros de largo, de color amarillo, esféricos y carnosos.

## Distribución
Ferocactus robustus se encuentra en estados mexicanos de Puebla y Veracruz.

## Taxonomía
Ferocactus robustus fue descrita por (Karw. ex Pfeiff.) Britton & Rose y publicado en The Cactaceae; descriptions and illustrations of plants of the cactus family 3: 135, en el año 1922.
Etimología
Ferocactus: nombre genérico que deriva del adjetivo latíno "ferus" = "salvaje" , "indómito" y "cactus", para referirse a las fuertes espinas de algunas especies.
El epíteto específico robustus significa fuerte, robusto o grueso.
Sinonimia
- Echinocactus agglomeratus Karw. ex Pfeiff.
- Echinocactus rafaelensis J.A.Purpus
- Echinocactus robustus Otto ex Pfeiff.
- Echinocactus robustus Link & Otto basónimo
- Echinocactus robustus var. monstruosus Pfeiff.
- Echinocactus robustus var. prolifer Pfeiff.
- Echinocactus subuliferus Link & Otto
- Echinofossulocactus robustus (Otto ex Pfeiff.) Lawr.
- Melocactus prolifer Otto & A.Dietr.[2][3][4]